# 阿爾曼 (伊利諾伊州)
阿爾曼（英語：Alvan）是位於美國伊利諾伊州弗米利恩縣的一個村落。

## 地理
阿爾曼的座標為39°18′34″N 87°36′25″W / 39.30944°N 87.60694°W，而該地最高點為海拔高度199米（即653英尺）。

## 人口
根據2010年美國人口普查的數據，阿爾曼的面積為9.55平方千米，當中陸地面積為9.55平方千米，而水域面積為0.00平方千米。當地共有人口270人，而人口密度為每平方千米28人。